# Ferrer Szent Vince
Ferreri Szent Vince O.P. (San Vicente Ferrer) (Valencia, 1350. január 23. – Vannes, 1419. április 5.) katalán író, Domonkos-rendi szerzetes, prédikátor. Magyarországon elterjedt a Ferreri néven való említése, de van, ahol Ferreriusként szerepel. Emléknapja: április 5.
A korai katalán próza történetének egyik jeles alakja, prédikátori beszédeit is anekdotákkal, életközeli történetekkel tette színesebbé. Írásainak és beszédeinek gyűjteményes kiadása 1932-ben jelent meg Sermons (Szentbeszédek) címen.

## Élete
Tehetős, vallásos családba született. Tizennyolc évesen lépett be a domonkosok közé, ahol filozófiát, teológiát és logikát tanult. Eleinte tanított, majd egyre inkább az egyház ügyei, végül a prédikálás fele fordult. Sokáig az avignoni ellenpápa híve volt, kinek érdekében VI. Orbán pápává választását De moderno ecclesiae schismate című értekezésében érvénytelennek mondta. Élete végéig minden évben elment Valenciába keresztelésének évfordulóján abba a keresztelőkápolnába, amelyben megkeresztelték, hogy hálaadó szentmisét mutasson be ott.
Pappá szentelése után együtt dolgozott Luna Péter bíborossal Avignonban, aki XIII. Benedek néven történő ellenpápává választását követően Vincét káplánjának és gyóntatójának nevezte ki. 1395-től volt föpönitenciárius. Magára önmegtartóztatást és aszkézist vállalt és kinevezése után is megtartotta szigorú böjtjeit: vasárnap kivételével minden nap csak egyszer étkezett és minden neki felkínált egyházi méltóságot visszautasított. 1398-ban súlyosan megbetegedett. Ekkor megjelent neki Jézus, Szent Domonkos és Szent Ferenc társaságában, kiknek hatására 1399-től teljesen a vándorprédikálás szolgálatának szentelte magát, miután csodás felgyógyulásban részesült. Első prédikációs útja Marseille-en keresztül, a Riviéra mentén Lombardiába vezetett. Bejárta egész Nyugat-Európát. Nagy hatással volt az emberekre karizmatikus egyéniségével. Kiválóan és tudatosan szervezte meg kísérői (számos hálás híve, miséző és gyóntató papok, kántorok és kórus) segítségével szónoklatait, amikre rövid időn belül több ezren látogattak el. Toulouse-ban például miatta szünetelt három héten át az egyetemen az előadás és minden más prédikáció. Fő témája az Antikrisztus és a világvége eljövetele volt. Bár áthatotta az Istenfélelem, prédikációiban és életével azt vallotta, hogy a félelemnek a szeretetben kell föloldódnia és szeretetté kell válnia. Sokan prófétának tartották. Jövendölései sorra valóra váltak. 
Vince számos alkalommal fölszólalt a zsidókkal folytatott vallási párbeszédekben. Olykor keresztényinek nem mondható módszereket is alkalmazott, akár a világi hatóságokkal is nyomást gyakoroltasson a zsidókra, hogy beszédeit meghallgassák. A zsidóságból tekintélyes embereket keresztelt meg, amivel nagy hatást váltott ki a nép körében. Még muszlimokat is sikerült az Egyházba vezetnie.
Világlátása következtében, tapasztalva, hogy a keresztények évtizedek óta két, illetve három pápa közötti szakadásban éltek. Így, amikor az ibériai királyok véget akartak vetni ennek, Vincét is bevonták a tárgyalásokba. Már nem volt többé az ellenpápa olyan elkötelezett híve és a szakadás megelőzése érdekében megpróbálta rábeszélni XIII. Benedek pápát a lemondásra. Ezután – bár meghívták a Konstanzi zsinatra, ő inkább – Angliába látogatott, hogy a százéves háborúnak diplomáciai úton vessen véget, mint a vallási reform építője, de már beteg volt és elgyengült. V. Márton pápa küldött neki teljes búcsút. Hazafelé úton halt meg a bretagne-i Vannes-ban, ahol a püspöki templomba vitték és ott temették el. Ereklyéi a vannes-i katedrálisban és Valenciában találhatók.
Halála után, 1455-ben III. Kallixtusz pápa avatta szentté. Ünnepét 1667-ben vették föl a római naptárba, április 5-re. Alakja több helyen látható művészi alkotásokon.
Az epilepsziában szenvedők, az építészek és a kőművesek védőszentje.

## Írásai
- De moderno ecclesiae schismate című értekezés
- A lelkiélet című értekezés
- XIII. Benedek ellenpápához írt levele
- Beszédek című prédikációgyűjtemény